# غشوة بصيلية
غشوة بصيلية (الاسم العلمي:Ceropegia bulbosa) هي نوع من النباتات يتبع جنس الغشوة من الفصيلة الدفلية.